# Elsa Hosk
Elsa Anna Sofie Hosk (Stoccolma, 7 novembre 1988) è una supermodella svedese.

## Biografia
Elsa Anna Sofie Hosk nasce a Stoccolma, figlia di Marja, una finlandese, e Pål Hosk, uno svedese. Sua cugina, Alice Herbst, è anch'essa modella e vincitrice del programma televisivo Sweden's Next Top Model.
Ex giocatrice della nazionale femminile di basket svedese, inizia la sua carriera per caso, quando suo padre Pål invia le foto di lei e dei suoi 2 fratelli a diverse agenzie di moda svedesi, dopo che nel 2005 era apparsa nel video musicale Who's That Girl del cantante Darin.

## Carriera
Ha lavorato per diverse case di moda tra le quali: Ungaro, D&G, Alessandro Dell'Acqua, Guess, Blumarine, Carolina Herrera, Dior, Oscar de la Renta, Levi's, Simonetta Ravizza, Guy Laroche, Thomas Tait. È apparsa sulle copertine di Madame Figaro, Elle, Cosmopolitan, Bon, Damernas Värld, Plaza Kvinna.
Nell'agosto 2016 viene scelta come testimonial del brand Bioterm. Nel 2017 è nel videoclip della canzone 2U di Justin Bieber e David Guetta, insieme ad altre cinque modelle di Victoria's Secret.

### Victoria's Secret
Dal 2011 partecipa al Fashion Show per Victoria's Secret diventando nello stesso anno la maggiore esponente della linea PINK.
Nel 2015 diventa una Victoria's Secret Angel, insieme ad altre nove modelle, ruolo ricoperto fino al 2020. Nel 2016 appare sulla copertina del catalogo swimwear della casa di moda e prende parte allo spot, realizzato dalla casa di moda per il Super Bowl, in cui viene ricreata una partita di football, accanto alle modelle Adriana Lima, Taylor Hill, Alessandra Ambrosio e Jasmine Tookes. Sempre nello stesso anno viene scelta per aprire lo show. Nel 2017 viene scelta per indossare lo Swarovski Outfit, il completo di intimo rosso è completato da lunghe maniche e ali su cui sono incastonati 275.000 cristalli Swarovski di 29 colori e modelli differenti. Le grandi ali sono state ispirate ai draghi cinesi e raggiungono un peso di oltre 6 kg per la grande quantità di pietre preziose con cui sono ricoperte. L'anno successivo viene scelta per indossare il Dream Angels Fantasy Bra, reggiseno composto da pietre preziose, tra cui diamanti e topazi, per un valore di 1 milione di dollari. Realizzato con lo stile di una bralette è coordinato con una catenina per il corpo.

## Vita privata
Elsa Hosk sostiene l'organizzazione Fair Girls, che si occupa di fermare il traffico di esseri umani. Iniziò ad interessarsene dopo aver visto The Whistleblower, un film che tratta del traffico di prostitute in tutto il mondo.
Nel 2021 diventa madre di una bambina, Tuulikki Joan, avuta dal compagno Tom Daly.

## Agenzie
- IMG - New York, Parigi, Milano, Londra, Sydney
- View Management - Barcellona
- Iconic Management - Amburgo
- MIKAs - Stoccolma

## Filmografia

### Videoclip
- Who's That Girl - Darin, (2005)
- 2U - Justin Bieber e David Guetta, (2017)

## Campagne pubblicitarie
- Andrew Marc (2010)
- Anna Sui Lingerie P/E (2010) A/I (2010;2012)
- Avon (2011-2014)
- Bath & Bodyworks P/E (2013)
- Bebe Summer (2012-2013)
- Biotherm (2016-presente)
- Bloomingdale's (2017)
- Bobbi Brown (2018)
- Coccinelle A/I (2014)
- Daniel Wellington (2017)
- David Jones P/E (2016)
- Express Glam Fragrances (2013-2014)
- Express September Hot in the City (2013)
- Free People (2014-2015)
- Fornarina (2010)
- Guess A/I (2010) P/E (2011)
- Guess by Marciano Fragrance (2010-2013)
- J Brand P/E (2018) A/I (2019)
- Jacob & Co A/I (2018)
- Lancaster Paris A/I (2012) P/E (2013)
- Lily Pillitzer P/E (2014)
- Lilly Sarti A/I (2013)
- Logan Hollowell Jewerly P/E (2019)
- Mavi (2016)
- N: Phillantrophy A/I (2016)
- Nicole Benisti A/I (2018)
- Nouvelle Denim P/E (2015)
- Pink Spokesmodels (2011-2014)
- Re/Done Denim P/E (2015)
- Samsung Galaxy (2015)
- Shiseido (2018)
- Solid & Striped Summer (2018)
- Talbots spring (2014)
- Testanera (2015)
- Ugg P/E (2012)
- Victoria's Secret (2011; 2014-presente)
- Victoria's Secret Angels (2015-presente)